# IC 989
IC 989  ist eine elliptische Galaxie vom Hubble-Typ E im Sternbild Jungfrau am Nordsternhimmel. Sie ist rund 339 Millionen Lichtjahre von der Milchstraße entfernt.
Entdeckt wurde das Objekt am 28. Mai 1891 vom französischen Astronomen Stéphane Javelle.